# Simón Albers
Simón Albers (* 16. Mai 1983 in Kiel) ist ein deutscher Fernseh- und Hörfunkmoderator, der unter anderem im Kindersender Toggo moderiert.
Zusammen mit seinem Sohn Noah hat er einen Podcast mit dem Namen WG Albers.

## Leben
Albers wuchs in Kiel auf und besuchte dort die Schule. Nach seinem Abschluss absolvierte er von 2005 bis 2012 ein Studium an der Universität Kiel. Dieses schloss er mit dem Magister ab. 2012 begann Albers beim Kieler Radiosender Delta radio ein Volontariat. Dort moderierte er regelmäßig die Morning-Show. Von 2014 bis 2016 war Albers beim Radiosender 1 Live als Reporter in unterschiedlichen Formaten tätig. Seit 2020 moderiert Albers die Morning Show für das Toggo Radio.
Neben seinen Moderationen im Radio ist Albers zudem seit 2015 auch im Fernsehen tätig. Von 2015 bis 2017 moderierte er beim Sender TV Mittelrhein die Morning-Show Live ab 6. Einem größeren Publikum wurde er ab 2018 beim Sender Super RTL bekannt. Dort moderiert er seit 2018 das Kinder-Wissensmagazin Woozle Goozle. Zudem moderierte Albers während der Olympischen Winterspiele 2018 bei Eurosport die Morgensendung.

## Moderationen

### Fernsehen
- 2015–2017: Live ab 6  (TV-Mittelrhein)
- 2018: Dein Olympia Live (Eurosport)
- seit 2018: Woozle Goozle (Super RTL)
- 2019: Stille Nacht – Woozlige Nacht (Super RTL)
- seit 2023: Woozle – Die Serie (Super RTL)

### Radio
- 2012–2014: Morning Show (Delta Radio)
- 2014–2016: 1LIVE Pop (1Live)
- seit 2020: Morning Show (Toggo Radio)

### Kino
- 2022: Alfons Zitterbacke 2 – endlich Klassenfahrt (Tobi)
- 2023: Paw Patrol 2 – The Mighty Movie (Hank)

### Auszeichnungen
- 2022: Gewinner Deutscher Radiopreis (Beste Morgensendung: Toggo Radio)[4]
- 2021: Gewinner Deutscher Radiopreis (Beste Programmaktion: Toggo Radio)[5]
- 2021: Gewinner Weißer Elefant (Toggo Radio)[6]
- 2020: Gewinner Goldener Spatz (Beste Unterhaltung: Stille Nacht – Woozlige Nacht)[7]